# Mikael Dorsin
Mikael Frank Dorsin (Lidingö, 6 ottobre 1981) è un dirigente sportivo ed ex calciatore svedese, di ruolo difensore.

## Biografia
È il fratello minore dell'attore svedese Henrik Dorsin.

## Caratteristiche tecniche
All'occorrenza, è stato schierato anche da difensore centrale.

## Carriera

### Giocatore

#### Club

##### L'approdo al Rosenborg
Dorsin è stato ingaggiato dai norvegesi del Rosenborg nell'estate 2008. Il terzino svedese avrebbe conteso il posto a Ståle Stensaas, già in rosa. Ha esordito in Eliteserien in data 1º agosto, schierato dal primo minuto nel pareggio per 1-1 maturato sul campo del Viking. Nonostante la concorrenza di Stensaas, Dorsin si è guadagnato rapidamente il posto da titolare.

##### Il ritorno al Rosenborg
L'8 novembre 2012, Dorsin ha giocato la 300ª partita per il Rosenborg, nella sfida contro il Metalist.
Il 28 gennaio 2014, Dorsin è stato nominato vice-capitano del Rosenborg, dopo Tore Reginiussen. Il 13 febbraio, Dorsin ha rinnovato il contratto che lo legava al Rosenborg fino al 31 dicembre 2016. Il 21 luglio 2014, Kåre Ingebrigtsen è stato nominato nuovo allenatore del Rosenborg e Dorsin, pur mantenendo il suo ruolo attivo in campo, è entrato nel suo staff tecnico.
A causa della prolungata assenza per infortunio di Tore Reginiussen, Dorsin è stato capitano del Rosenborg per praticamente l'intero campionato 2015. Il 25 ottobre dello stesso anno, con due partite d'anticipo sulla fine della stagione, il Rosenborg si è laureato campione per la 23ª volta nella sua storia, a seguito del pareggio per 3-3 maturato sul campo dello Strømsgodset. Nella stessa partita, Dorsin ha giocato la 400ª gara con questa maglia. Il 22 novembre 2015, con la vittoria per 2-0 sul Sarpsborg 08, il Rosenborg di Dorsin ha raggiunto la vittoria finale nel Norgesmesterskapet 2015, conquistando così il double.
Il 29 gennaio 2016, Dorsin è diventato definitivamente il capitano del Rosenborg. Il 23 febbraio, durante il ritiro prestagionale a Marbella, ha subito un infortunio al ginocchio che lo avrebbe tenuto lontano dai campi da gioco per 6-8 settimane. Il 27 maggio ha annunciato il suo ritiro dall'attività agonistica a causa di questo infortunio persistente.

#### Nazionale
Ha giocato nella Nazionale svedese ed è stato convocato per la fase finale degli Europei 2008, che si sono svolti in Austria e Svizzera, nel mese di giugno, senza mai scendere in campo.

### Dopo il ritiro
Il 10 dicembre 2019, il Rosenborg ha reso noto d'aver nominato Dorsin nuovo direttore sportivo del club.

## Statistiche

### Presenze e reti nei club
Statistiche aggiornate al 27 maggio 2016.
| Stagione          | Club              | Campionato        | Campionato | Campionato | Coppe nazionali | Coppe nazionali | Coppe nazionali | Coppe continentali | Coppe continentali | Coppe continentali | Supercoppe | Supercoppe | Supercoppe | Totale | Totale |
| Stagione          | Club              | Comp              | Pres       | Reti       | Comp            | Pres            | Reti            | Comp               | Pres               | Reti               | Comp       | Pres       | Reti       | Pres   | Reti   |
| ----------------- | ----------------- | ----------------- | ---------- | ---------- | --------------- | --------------- | --------------- | ------------------ | ------------------ | ------------------ | ---------- | ---------- | ---------- | ------ | ------ |
| 1998              | Djurgården        | A                 | 1          | 0          | CS              | ?               | ?               | -                  | -                  | -                  | -          | -          | -          | 1+     | 0+     |
| 1999              | Spårvägen         | D1                | 9          | 0          | CS              | ?               | ?               | -                  | -                  | -                  | -          | -          | -          | 9+     | 0+     |
| 2000              | Djurgården        | A                 | 27         | 5          | CS              | ?               | ?               | -                  | -                  | -                  | -          | -          | -          | 27+    | 5+     |
| 2001              | Djurgården        | A                 | 21         | 0          | CS              | ?               | ?               | -                  | -                  | -                  | -          | -          | -          | 21+    | 0+     |
| 2002              | Djurgården        | A                 | 24         | 0          | CS              | ?               | ?               | CU                 | 5                  | 0                  | -          | -          | -          | 29+    | 0+     |
| 2003              | Djurgården        | A                 | 12         | 1          | CS              | ?               | ?               | -                  | -                  | -                  | -          | -          | -          | 12+    | 1+     |
| Totale Djurgården | Totale Djurgården | Totale Djurgården | 85         | 6          |                 | ?               | ?               |                    | 5                  | 0                  |            | -          | -          | 90+    | 6+     |
| 2003-2004         | Strasburgo        | L1                | 20         | 0          | CF+CdL          | ?               | ?               | -                  | -                  | -                  | -          | -          | -          | 20+    | 0+     |
| lug.-dic. 2004    | Rosenborg         | ES                | 7          | 1          | CN              | 1               | 0               | UCL                | 7                  | 0                  | -          | -          | -          | 15     | 1      |
| 2005              | Rosenborg         | ES                | 21         | 1          | CN              | 3               | 0               | UCL                | 8                  | 0                  | -          | -          | -          | 32     | 1      |
| 2006              | Rosenborg         | ES                | 25         | 2          | CN              | 5               | 1               | -                  | -                  | -                  | -          | -          | -          | 30     | 3      |
| 2007              | Rosenborg         | ES                | 23         | 1          | CN              | 3               | 0               | UCL                | 9                  | 0                  | -          | -          | -          | 35     | 1      |
| gen.-giu. 2008    | CFR Cluj          | L1                | 8          | 1          | CR              | ?               | ?               | CU                 | -                  | -                  | -          | -          | -          | 8+     | 1+     |
| ago.-dic. 2008    | Rosenborg         | ES                | 8          | 1          | CN              | -               | -               | CU                 | 6                  | 0                  | -          | -          | -          | 14     | 1      |
| 2009              | Rosenborg         | ES                | 27         | 0          | CN              | 4               | 0               | UEL                | 2                  | 0                  | -          | -          | -          | 33     | 0      |
| 2010              | Rosenborg         | ES                | 30         | 4          | CN              | 4               | 2               | UCL+UEL            | 6+6                | 0                  | SN         | 1          | 0          | 47     | 6      |
| 2011              | Rosenborg         | ES                | 29         | 1          | CN              | 5               | 3               | UCL+UEL            | 4+2                | 1+0                | -          | -          | -          | 40     | 5      |
| 2012              | Rosenborg         | ES                | 28         | 4          | CN              | 2               | 0               | UEL                | 13                 | 3                  | -          | -          | -          | 43     | 7      |
| 2013              | Rosenborg         | ES                | 27         | 2          | CN              | 4               | 0               | UEL                | 4                  | 0                  | -          | -          | -          | 35     | 2      |
| 2014              | Rosenborg         | ES                | 25         | 3          | CN              | 3               | 0               | UEL                | 5                  | 0                  | -          | -          | -          | 33     | 3      |
| 2015              | Rosenborg         | ES                | 20         | 1          | CN              | 2               | 0               | UEL                | 7                  | 0                  | -          | -          | -          | 29     | 1      |
| gen.-mag. 2016    | Rosenborg         | ES                | 0          | 0          | CN              | 0               | 0               | UCL                | -                  | -                  | -          | -          | -          | 0      | 0      |
| Totale Rosenborg  | Totale Rosenborg  | Totale Rosenborg  | 270        | 20         |                 | 36              | 6               |                    | 79                 | 4                  |            | 1          | 0          | 386    | 30     |
| Totale            | Totale            | Totale            | 392        | 27         |                 | 36+             | 6+              |                    | 84                 | 4                  |            | 1          | 0          | 513+   | 37+    |

### Cronologia presenze e reti in Nazionale
| Cronologia completa delle presenze e delle reti in nazionale ― Svezia | Cronologia completa delle presenze e delle reti in nazionale ― Svezia | Cronologia completa delle presenze e delle reti in nazionale ― Svezia | Cronologia completa delle presenze e delle reti in nazionale ― Svezia | Cronologia completa delle presenze e delle reti in nazionale ― Svezia | Cronologia completa delle presenze e delle reti in nazionale ― Svezia | Cronologia completa delle presenze e delle reti in nazionale ― Svezia | Cronologia completa delle presenze e delle reti in nazionale ― Svezia |
| Data                                                                  | Città                                                                 | In casa                                                               | Risultato                                                             | Ospiti                                                                | Competizione                                                          | Reti                                                                  | Note                                                                  |
| --------------------------------------------------------------------- | --------------------------------------------------------------------- | --------------------------------------------------------------------- | --------------------------------------------------------------------- | --------------------------------------------------------------------- | --------------------------------------------------------------------- | --------------------------------------------------------------------- | --------------------------------------------------------------------- |
| 31-1-2001                                                             | Växjö                                                                 | Fær Øer                                                               | 0 – 0                                                                 | Svezia                                                                | Amichevole                                                            | -                                                                     |                                                                       |
| 16-2-2003                                                             | Bangkok                                                               | Qatar                                                                 | 2 – 3                                                                 | Svezia                                                                | Amichevole                                                            | -                                                                     |                                                                       |
| 20-2-2003                                                             | Bangkok                                                               | Thailandia                                                            | 1 – 4                                                                 | Svezia                                                                | Amichevole                                                            | -                                                                     |                                                                       |
| 20-8-2003                                                             | Norrköping                                                            | Svezia                                                                | 1 – 2                                                                 | Grecia                                                                | Amichevole                                                            | -                                                                     |                                                                       |
| 11-10-2003                                                            | Solna                                                                 | Svezia                                                                | 0 – 1                                                                 | Lettonia                                                              | Qual. Euro 2004                                                       | -                                                                     |                                                                       |
| 8-8-2004                                                              | Solna                                                                 | Svezia                                                                | 2 – 2                                                                 | Paesi Bassi                                                           | Amichevole                                                            | -                                                                     |                                                                       |
| 17-11-2004                                                            | Edimburgo                                                             | Scozia                                                                | 1 – 4                                                                 | Svezia                                                                | Amichevole                                                            | -                                                                     |                                                                       |
| 21-1-2005                                                             | Carson                                                                | Svezia                                                                | 1 – 1                                                                 | Corea del Sud                                                         | Amichevole                                                            | -                                                                     |                                                                       |
| 12-11-2005                                                            | Seul                                                                  | Corea del Sud                                                         | 2 – 2                                                                 | Svezia                                                                | Amichevole                                                            | -                                                                     |                                                                       |
| 12-9-2007                                                             | Podgorica                                                             | Montenegro                                                            | 1 – 2                                                                 | Svezia                                                                | Amichevole                                                            | -                                                                     |                                                                       |
| 26-3-2008                                                             | Londra                                                                | Svezia                                                                | 0 – 1                                                                 | Brasile                                                               | Amichevole                                                            | -                                                                     |                                                                       |
| 26-5-2008                                                             | Göteborg                                                              | Svezia                                                                | 1 – 0                                                                 | Slovenia                                                              | Amichevole                                                            | -                                                                     |                                                                       |
| 18-11-2009                                                            | Cesena                                                                | Italia                                                                | 1 – 0                                                                 | Svezia                                                                | Amichevole                                                            | -                                                                     |                                                                       |
| 20-1-2010                                                             | Mascate                                                               | Oman                                                                  | 0 – 1                                                                 | Svezia                                                                | Amichevole                                                            | -                                                                     |                                                                       |
| 23-1-2010                                                             | Damasco                                                               | Siria                                                                 | 1 – 1                                                                 | Svezia                                                                | Amichevole                                                            | -                                                                     |                                                                       |
| 2-6-2010                                                              | Minsk                                                                 | Bielorussia                                                           | 0 – 1                                                                 | Svezia                                                                | Amichevole                                                            | -                                                                     |                                                                       |
| Totale                                                                |                                                                       | Presenze                                                              | 16                                                                    |                                                                       | Reti                                                                  | 0                                                                     |                                                                       |

## Palmarès

### Club

#### Competizioni nazionali
- Campionato norvegese: 5

Rosenborg: 2004, 2006, 2009, 2010, 2015
- Superfinalen: 1

Rosenborg: 2010
- Coppa di Norvegia: 1

Rosenborg: 2015
- Campionato rumeno: 1

CFR Cluj: 2007-2008
- Coppa di Romania: 1

CFR Cluj: 2007-2008